# Adoretus evelynae
Adoretus evelynae är en skalbaggsart som beskrevs av Limbourg och Coache 2010. Adoretus evelynae ingår i släktet Adoretus och familjen Rutelidae. Inga underarter finns listade i Catalogue of Life.